# المستدعي الأسود
المستدعي الأسود هي سلسلة روايات خفيفة يابانية من تأليف دوفو مايوي تنشر على موقع شوسيتسوكا ني نارو منذ أكتوبر 2014 وتم تحويلها لمانغا صدرت في يناير 2018 ومسلسل أنمي صدر في يوليو 2022 من إنتاج ساتلايت.